# NGC 453

NGC 453

NGC 453 في الفهرس العام الجديد، هي مجمة، تقع في كوكبة الحوت. اكتشفت في 10 نوفمبر 1881 بواسطة إدوارد ستيفان.

## روابط خارجية
- NGC 453 على موقع ويكي سكاي: DSS2, SDSS, GALEX, IRAS, Hydrogen α, X-Ray, Astrophoto, Sky Map, Articles and images